# خوليو لوتشيانو
خوليو لوتشيانو هو منافس ألعاب قوى دومينيكاني، ولد في 10 أبريل 1977.

## وصلات خارجية
- خوليو لوتشيانو على موقع الاتحاد الدولي لألعاب القوى (الإنجليزية)
- خوليو لوتشيانو على موقع أوليمبيديا (الإنجليزية)